# Étienne Bacrot
Étienne Bacrot (nascut el 22 de gener de 1983 a Lilla, Nord), és un jugador d'escacs francès, que té el títol de Gran Mestre des de 1997, i forma part de la llista dels GM més joves de tots els temps.
Ha guanyat nombrosos torneigs i ha fet partides notables. Va superar la barrera dels 2700 punts d'Elo el 2004. El gener de 2005, fou el primer jugador francès en entrar al Top 10 mundial.
A la llista d'Elo de la FIDE de l'agost de 2020, hi tenia un Elo de 2673 punts, cosa que en feia el jugador número 2 (en actiu) de França, i el 64è millor jugador al rànquing mundial. El seu màxim Elo va ser de 2749 punts, a la llista de novembre de 2013 (posició 15 al rànquing mundial).

## Biografia i resultats destacats en competició
Bacrot va començar a jugar als 4 anys, i cap als 10 ja triomfava en competicions per edats. El 1993 fou Campió d'Europa Sub-10 i Campió del món Sub-10 a Bratislava, i el 1995, Campió d'Europa Sub-12 i Campió del món Sub-12, per damunt de Surya Shekhar Ganguly. El 1996, als 13 anys, ja va ser capaç de guanyar un matx contra l'exCampió del món com Vassili Smislov. Va esdevenir Gran Mestre el març del 1997 als 14 anys i 2 mesos, essent la persona més jove de la història (en aquell moment) en assolir el títol. El rècord va ser trencat el desembre següent per Ruslan Ponomariov). El 1999 fou un dels quatre "consellers" que participaren com a assessors de l'equip mundial a la partida Kaspàrov contra el Món.
Bacrot va puntuar 6/8 a l'Olimpíada d'escacs de 2006 contra oponents amb una mitjana d'Elo de 2640, tot guanyant 13 punts; això li va permetre de guanyar la medalla de bronze individual com a tercera millor performance de l'Olimpíada. Una de les seves victòries notables fou contra el GM estatunidenc Gata Kamsky.

### Matxs anuals al seu lloc de naixement
Des de 1995, i fins a 2004, Bacrot ha jugat un matx anual a sis partides contra algun destacat jugador, al seu poble, Albert. El 1996 va guanyar Vassili Smislov 5-1, el 1997 va perdre contra Víktor Kortxnoi 4-2, el 1998 va guanyar en Robert Hübner 3.5-2.5, el 1999 va perdre contra Aleksandr Beliavski 3.5-2.5, el 2000 va perdre contra Nigel Short 4-2, el 2001 empatà 3-3 amb Emil Sutovsky, el 2002 guanyà Borís Guélfand 3.5-2.5, i el 2004 guanyà contra Ivan Sokolov 3.5-2.5 (no hi va haver matx el 2003).

### Altres resultats destacats
- Sis cops Campió de França (el primer, als 16 anys, el més jove de la història), amb cinc campionats seguits entre 1999 i 2003, i un altre el 2008.[9]
- Venç en Borís Guélfand als 19 anys, per 3.5-2.5, i n'Ivan Sokolov als 21 anys, per 3.5-2.5 a Albert.
- Venç na Judit Polgár 3-1 en un matx a ràpides als 16 anys, a Bastia, i empata amb Anatoli Kàrpov 3-3 també a ràpides, als 17 anys.
- Guanya el Torneig d'escacs d'Enghien el 1997 per davant de Víktor Kortxnoi fent la seva norma final de GM als 14 anys i 4 mesos d'edat.
- Guanya el Torneig de joves mestres de Lausana el 1999 guanyant en Ruslan Ponomariov a la final.
- Es classifica pels quarts de final del Campionat del món de ràpides de 2003 a Cap d'Agde.
- Fa una puntuació perfecta d'11/11 al Campionat de França per equips de 2004.
- Guanya el Memorial Petrossian amb l'equip mundial, el 2004, tot empatant la 3a millor performance individual.
- Guanya el torneig Poikovski-Kàrpov de 2005 per davant de Victor Bologan, Aleksandr Grisxuk, Piotr Svídler i Aleksei Dréiev.
- Acaba tercer al prestigiós supertorneig Dortmund Sparkassen de 2005 (el campió fou Arkadij Naiditsch).[10][11]
- Acaba tercer a la Copa del món de la FIDE de 2005 a Khanti-Mansisk, un torneig classificatori per al cicle del Campionat del món de 2007, tot guanyant n'Aleksandr Grisxuk en el desempat per la medalla de bronze.[12][13][14] Això el va classificar pel Torneig de Candidats del cicle del Campionat del món de la FIDE de 2007 pel maig-juny de 2007, encara que en qualsevol cas s'hi hagués classificat per Elo. Malgrat tot, fou eliminat al torneig de Candidats en la primera ronda de matxs, en perdre 3.5-0.5 contra Gata Kamsky.
- Guanya l'obert FiNet Chess960 de 2006 amb una puntuació de 9.5/11.
- Guanya el Campionat de França de 2008.[15] També el 2008 empatà amb Nigel Short al segon lloc al torneig-B del Torneig d'escacs Corus, rere el campió Serguei Movsessian.[16]
- Guanya l'edició de 2009 de l'Aeroflot Open, empatat a punts amb Oleksandr Moissèienko.[17]
- És tercer al torneig de Nanjing de 2010 rere Carlsen i Anand.[18]
- És tercer a l'edició de 2011 del Campionat de França, rere Maxime Vachier-Lagrave i Laurent Fressinet.[19]
- Entre l'agost i el setembre de 2011 participà en la Copa del món de 2011, a Khanti-Mansisk,[20][21] un torneig del cicle classificatori pel Campionat del món de 2013, i hi tingué una raonable actuació; avançà fins a la tercera ronda, quan fou eliminat per Teimur Radjàbov (½-1½).[22]
- L'agost de 2012 fou novament campió de França, a Pau, en una edició en què el títol es compartí entre ell, Romain Édouard, Christian Bauer i Maxime Vachier-Lagrave.[23]
- L'agost de 2013 participà en la Copa del Món de 2013,[24] on tingué una actuació regular, i arribà a la segona ronda, on fou eliminat per Oleksandr Moissèienko 1½-2½.[25]
- L'agost del 2014 fou subcampió de França a Nimes rere Laurent Fressinet.[26][27]

### Participació en competicions per equips
- Campionat d'Europa per equips, representant França: 2n el 2001, 3r el 2005.
- Diversos cops campió de França i d'Europa per equips amb el NAO Chess Club.

## Resultats de joventut
- Campió d'Europa Sub-10 (1993).
- Campió del món Sub-10 (1993).[5]
- Campió d'Europa Sub-12 (1995).
- Campió del món Sub-12 (1995).[5]

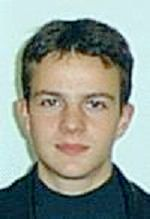
Étienne Bacrot (1999)

- Venç en Levon Aronian en matx a Albert.
- MI als 12 anys.
- GM als 14 anys, establint un rècord mundial en aquell moment.

## Rànquings
- A la llista d'Elo de la FIDE d'octubre de 2008, hi tenia un Elo de 2705 (essent el 29è jugador del món).
- El seu Elo s'ha mantingut per damunt de 2700 des de juliol de 2004.
- Durant el 2005, fou el jugador número 9 del món en cadascuna de les llistes de la FIDE d'aquell any, jugant 55 partides.
- El seu màxim Elo, de 2731 punts, era el 31è millor mai assolit per un escaquista, el juliol de 2010.[28]
- Ha estat el número 1 de França (era el número 2 el maig de 2011)[29] (França és el cinquè país del món a les llistes de la FIDE, el maig de 2011)[30]